# 고우영 삼국지
고우영 삼국지는 만화가 고우영이 그린 삼국지이다.
삼국지연의를 각색한 만화로 일간스포츠 신문에서 1978년부터 1980년 기간 동안 연재하였다. 이전부터 한국에서 삼국지를 만화화하려는 시도는 여럿 있었으나, 여기서 차용되는 해설은 작중 인물들을 고전 소설의 전형적인 인물상에서 탈피하여, 입체화시킴으로써 가장 높은 평가를 받고 있는 작품이다. 다만, 당시 엄격한 심의 문제 때문에 전체 연재 분량의 반 정도를 삭제했을 정도로 삭제 및 수정된 부분이 많았다. 특히, 전개상 윤리적으로 크게 문제가 되는 부분이 많이 잘려 나갔으며, 부적절한 언어 및 폭력이 등장하는 장면들 또한 잘려나갔다. 게다가 이 삭제, 수정을 복사본이 아닌 원본에다 가했기에 많은 원고가 훼손되어 출시되었다. 80년대 초반에 우석출판사에서 출간된 만화책이 이러한 문제가 있었고, 90년 초반에 무료 정보지 교차로에도 연재가 되었는데, 이것 또한 삭제된 상태로 연재된 것이었다.
이후, 1990년대 후반에 딴지일보와 합작으로 훼손되었던 원고를 모두 복원하는 작업을 통해 CD-ROM매체에 담긴 전자책 형식으로 재출간되었고, 이후 10권짜리 단행본으로 다시 출간되었다. 2009년, 고우영 작가의 아들 고성언이 이 무삭제판을 채색하여 일간스포츠에 연재했으나 중도에 끝나게 되었다.
이 만화 삼국지의 재해석은 아직까지도 대한민국에서는 상당한 영향력을 지니고 있다. 예를 들면, 현대에 들어 재조명받는 조조를 개혁가로 묘사했다는 것과, 유비를 능구렁이로 묘사하는 등 70년대 말~80년대 초의 대한민국에서는 보편적이지 않았던 새로운 시각을 제시했던 것이다. 다만, 상당수의 해석이 일본판 재해석인 요시카와 에이지 삼국지 영향을 받기도 했으나, 이를 원판으로 삼아 만화로 옮긴 요코야마 미츠테루 삼국지와 매우 차이가 많다. 뿐만 아니라 현대적인 재해석도 많이 첨가되어 있어, 황건적을 옐로 클럽으로 부르는 등 현재까지도 재미있는 시각을 표현한 부분 또한 많다. 이외에도 당시 히트곡인 한명숙의 노란 샤쓰의 사나이를 황건적의 군가로 채용하거나 심심찮게 나오는 총기 및 현대적인 전차로 비유해 묘사한 부분 등 그 당시 대한민국에서는 신선한 시도로 여겨졌던 요소가 많다. 다만, 삼국지 내용 끝부분에 속하는 제갈량 사후 부분은 지나치게 압축되고 조기 완결되어 있다. 
하지만 문제점이 굉장히 심각한 작품으로 여포가 초선의 시체를 강간한다는, 다시는 없을 파격적이고 불량한 묘사를 해서 물의를 빚었고 사람을 참수하거나 찢어죽이는 등의 장면들을 아무런 여과없이 그대로 묘사했다. 또한 고증에서도 문제가 있는데 삼국지연의를 따른다고 함에도 불구하고 정사는 물론이고 연의에서도 여포군 최고의 명장으로 묘사된 고순이 한장면으로 땡처리되었다. 그것도 삼국지연의에서 조성이 했던 것을 고순이 한 것으로 처리되어 고순의 캐릭터성 자체가 무시되었다. 

## 애니메이션화
1980년에 태권V로 유명한 김청기 감독과 합세하여 아동용 애니메이션으로 개봉되었던 전력이 있는데 원작자가 직접 대본을 써서 화제가 됐다. <도원결의>와 <관우 오관돌파>의 두 편이 극장 개봉되었고, 비디오로 편집되면서 <타도동탁>편이 출시되었다. <도원결의>편은 유비, 관우, 장비가 도원결의를 통해 의형제를 맺고 의병을 모집하여 황건적에 맞서 싸우는 내용이었고, <관우 오관돌파>는 조조와의 싸움에서 패하여 그 휘하로 들어갔단 관우가 의형제 오장육관을 무찌르며 의형제 유비에게 되돌아가는 내용이다. 
그러나 이 작품은 어린이용 애니메이션이었기에 만화의 해학적이고 성인지향적인 유머가 많이 생략되었다. 원작에서 능구렁이에 비유되었던 유비가 무술에 능한 건실한 청년으로 그려지고, 왕발이라는 조연 캐릭터는 오리지널 캐릭터로, 장비의 조수로 활약하는 등 원작과는 차이점이 존재한다. 